# Ancistrus montanus
Az Ancistrus montanus a sugarasúszójú halak (Actinopterygii) osztályának harcsaalakúak (Siluriformes) rendjébe, ezen belül a tepsifejűharcsa-félék (Loricariidae) családjába tartozó faj.

## Előfordulása
Az Ancistrus montanus Dél-Amerikában fordul elő. E halfajnak két állománya van, az egyik a bolíviai Beni folyóban, míg a másik a brazíliai Madeira folyó felső szakaszán található meg.

## Megjelenése
Ez a tepsifejűharcsafaj legfeljebb 9,2 centiméter hosszú. A pofáján számos, szétágazó tapogatónyúlvány ül.

## Életmódja
Főleg a magashegyi édesvizeket kedveli. Mint a többi algaevő harcsafaj, a víz fenekén él és keresi meg a táplálékát.